# 珈乐
珈乐（英語：Carol）是乐华娱乐与字节跳动合作的首个虚拟偶像团体企划——“A-SOUL”中的一名成员，Vocal担当，曾获得Bilibili颁发的2021百大UP主盛典上获得年度最强舰队的奖项。其所在企划于2020年11月23日在新浪微博上首次公开。2020年12月2日发布第一首团体单曲《Quiet》，2021年4月30日发布第二首团体单曲《超级敏感》。2022年4月22日发布首支个人单曲《Wandering Singer》。2022年5月10日，企划宣布珈乐进入休眠阶段。

## 人物设定
珈乐是A-SOUL中的Vocal担当，形象为偏中性风的短发挑染美少女，性格敏感、直率、慢热，设定为一名飒爽酷盖实际上是个十足的软妹。
截止到2022年4月22日，珈乐在Bilibili平台粉丝数量为594,021，在抖音平台粉丝数量为36.3w。

## 歌曲
- 《Quiet》[7]2020-12-02
- 《超级敏感》[8]2021-04-30
- 《传说的世界》[9]2022-02-25
- 《除夕》[10]2022-01-31
- 《Wandering Singer》[11]2022-04-22

## 公演
- 2021年7月17日，参加乐华娱乐12周年演唱会，与A-SOUL队内其他成员演唱《超级敏感》。[12]
- 2021年12月20日，在Bilibili举行一周年直播。[13][14]
- 2022年1月28日，在北京冬奥会上表演由许嵩编曲，方文山作词的《传说的世界》。

## 荣誉和奖项
- 2022年1月21日，获得Bilibili颁发的2021百大UP主盛典上获得年度最强舰队的奖项。[15]

## 代言及宣传产品
- 2022年2月11日，参加华硕天选3笔记本的发布会，担任华硕天选品牌大使。[16]
- 2022年2月26日，担任欧莱雅男士跨次元推荐官。

## 毕业事件
2022年5月10日，A-SOUL官方发布成员珈乐即将进入“直播休眠”的消息。
2022年5月14日，A-SOUL官方发布消息，珈乐的扮演者已与官方提前14个月完成解约。
经济学人认为，珈乐离职的原因为“遭到霸凌、工作过度和报酬过低。 ”当事人朝夕光年则否认了这一说法。